# اوكلاهوما سيتي أنرجي
اوكلاهوما سيتي أنرجي (بالإنجليزية: OKC Energy FC)‏ هو ناد كرة قدم أسس في سنة 2013 بمدينة أوكلاهوما سيتي ، أوكلاهوما الأمريكية ويلعب هذا الفريق في بطولة الدوري الأمريكي ويلعب هذا الفريق على ملعب تافت